# هيروفومي يوشيدا
هيروفومي يوشيدا (باليابانية: 吉田裕史؛ بالكانا: よしだ ひろふみ) هو موزع ياباني، ولد في 12 أكتوبر 1968 في هوكايدو في اليابان.

## وصلات خارجية
- الموقع الرسمي